# Bosniaken in Serbien
Bosniaken sind eine der ethnischen Gruppen in Serbien.
Laut der Volkszählung von 2011 betrug die Gesamtzahl der Bosniaken in Serbien 145 278, was 2,02 % der serbischen Bevölkerung entspricht. Laut der Volkszählung sind Bosniaken nach Serben und Ungarn die drittgrößte ethnische Gruppe in Serbien.

## Geographie
Bosniaken leben hauptsächlich im Südwesten Serbiens, in der Region Sandžak und stellen die Mehrheit in den Städten Novi Pazar (76,28 %), Tutin (94,23 %) und Sjenica (73,34 %). Novi Pazar ist das kulturelle und politische Zentrum der Bosniaken in Serbien. Das Gebiet von Sandžak ist zwischen Serbien und Montenegro aufgeteilt. Im östlichen Sandžak stellen Bosniaken die Mehrheit, während die westliche Mehrheit Serben sind. Nach dem Untergang des Osmanischen Reiches zogen viele Bosniaken in verschiedene Regionen der Türkei oder in ehemalige Gebiete des Osmanischen Reiches. Im Laufe der Jahre reisten viele Bosniaken aus Sandžak in andere Länder ab, beispielsweise nach Bosnien und Herzegowina, in die Türkei, nach Deutschland, Schweden, Syrien, Albanien, dem Kosovo, Nordmazedonien in das Vereinigte Königreich, nach Kanada usw. Während des Krieges in Bosnien und Herzegowina identifizierten sich die Muslime in Sandžak mit den Muslimen aus Bosnien, und so nahmen sie später auch den Namen Bosniaken an.

## Geschichte

### Königreich Bosnien
Unter der Herrschaft von Tvrtko I. dehnte sich das Bosnische Königreich im 14. Jahrhundert bis in Gebiete des heutigen Serbiens aus. Die Bewohner des Königreichs, damals als Bošnjanin bezeichnet, gehörten überwiegend der Bosnischen Kirche an, die mit den Lehren der Bogumilen verbunden war. Noch heute existieren Überreste des Bosnischen Königreichs in Serbien, darunter die mittelalterlichen Grabsteine, bekannt als Stećci, die im Land verteilt sind.

Territorien des Königreichs Bosnien

Nach dem Fall des Bosnischen Königreichs im Jahr 1463 übernahmen die Osmanen die Kontrolle über die Region. Im Laufe der Zeit konvertierte ein großer Teil der Bosniaken zum Islam. Diese Entwicklung wurde durch mehrere Faktoren begünstigt, darunter die Tatsache, dass die Bosniaken eine unabhängige Kirche besaßen, die häufig Ziel von Kreuzzügen war. Darüber hinaus wiesen ihre religiösen Bogumilischen Praktiken gewisse Ähnlichkeiten mit dem Islam auf, was die Konversion erleichterte.

### Osmanische Herrschaft
Während der osmanischen Herrschaft entwickelte sich die Region Sandžak zu einem bedeutenden Verwaltungs- und Handelszentrum im Osmanischen Reich. Nach der Eroberung des Bosnischen Königreichs im Jahr 1463 wurde Sandžak in die osmanische Verwaltungsstruktur integriert und bildete zunächst das Sandschak Bosnien, später bekannt als Sandschak Novi Pazar. Der Name „Sandžak“ leitet sich von dieser Verwaltungseinheit ab.

Territorien des Bosnischen Vilâyets

Unter der osmanischen Herrschaft setzte in der Region ein Prozess der Islamisierung ein, der durch politische, wirtschaftliche und religiöse Veränderungen vorangetrieben wurde. Die Bosniaken gewannen neue Freiheiten und Möglichkeiten durch ihre Integration in das osmanische System. Durch die erhaltene Autonomie und die enge Verbindung mit den Muslimischen Bosniern aus Bosnien wurde das Vilâyet Bosnien gegründet. In diesem Kontext wurde der Sandschak Novi Pazar als eine Untergliederung des Vilâyets Bosnien eingerichtet und war somit Teil des größeren Verwaltungsgebiets.
Die Städte im Serbischen Sandžak, insbesondere Novi Pazar, entwickelten sich zu wichtigen Handelszentren, die aufgrund ihrer strategischen Lage an der Handelsroute zwischen Istanbul und dem Westen des Reiches florierten. Die Bosniaken in Sandžak engagierten sich stark im Handel, Handwerk und in der Verwaltung. Zahlreiche Moscheen, Schulen und andere religiöse und kulturelle Einrichtungen wurden in dieser Zeit errichtet, was das religiöse und kulturelle Leben der Region prägte.
Viele der Bosniaken aus dem Sandzak haben ihre Wurzeln in alt-Montenegro und alt-Herzegowina, aus dem sie 1687 auswanderten, sie verließen diese Gebiete erstmals 1688, nachdem das Osmanische Reich die Bucht von Kotor verloren. Ein weiterer Faktor für die Ansiedlung von Bosniaken im Sandžak war die Abwanderung der orthodoxen Bevölkerung in zwei großen Wellen nach Serbien und in die Habsburgermonarchie. Die erste Welle erfolgte 1687, die zweite 1740. Diese Abwanderung führte dazu, dass der Sandžak nahezu entvölkert wurde, was den Muslimen die Möglichkeit bot, sich dort anzusiedeln.
Die Bosniaken wanderten in den Sandžak in Folge zahlreicher Konflikte und aus unterschiedlichen Gebieten ein. Nach dem Verlust der Gebiete nördlich der Save im Österreichisch-Osmanischen Krieg 1687 wanderten viele Bosniaken aus Slawonien in den Sandžak ein. Im Jahr 1876, nach einem von Serben organisierten Aufstand gegen Österreich-Ungarn und dessen muslimische Untertanen in der Herzegowina, kam eine weitere große Gruppe von Bosniaken in die Region. Kurz darauf, im Rahmen des Berliner Kongresses 1878, als das Vilâyet Bosnien unter die tatsächliche Kontrolle Österreich-Ungarns gestellt wurde, folgte eine zusätzliche Auswanderungswelle aus Bosnien und Herzegowina zum Serbischen Teil Sandzaks. Die letzte große Welle von Auswanderern aus Bosnien erreichte den Sandžak 1908, als Österreich-Ungarn Bosnien annektierte.

### Balkankrieg und der Erste Weltkrieg
Während des Ersten Balkankriegs 1912 verlor das Osmanische Reich den Sandžak. Die Aufteilung der Region zwischen Serbien und Montenegro nach den Balkankriegen von 1912/1913 führte zu einem Wandel für die muslimische Bevölkerung. Die Bosniaken in Sandžak, die bis dahin unter osmanischem Schutz gelebt hatten, wurden nun zur Minderheit in christlich dominierten Staaten. Viele Bosniaken wurden vertrieben oder flohen in dieser Zeit nach Bosnien-Herzegowina oder in andere osmanische Gebiete.
Während des Ersten Weltkriegs kämpfte Serbien gegen die Mittelmächte, was für die Bosniaken in Serbien zusätzliche Unsicherheit und wirtschaftliche Not mit sich brachte. Trotz dieser Herausforderungen hielten sie an ihrer kulturellen Identität und Gemeinschaft fest und schlossen sich Serbien im Kampf gegen Österreich-Ungarn an, als Reaktion auf die Annexion Bosniens von Österreich-Ungarn.
Während der Kämpfe um Belgrad im Ersten Weltkrieg spielten bosniakische Soldaten eine wichtige Rolle für das Königreich Serbien bei der Verteidigung der Stadt gegen die österreichisch-ungarischen Angriffe zwischen 1914 und 1915. Etwa 1.500 Bosniaken, die in verschiedenen Einheiten der Serbischen Armee dienten, wurden in die schweren Kämpfe einbezogen. Diese Truppen stammten aus Sandzak, Nordmazedonien und Kosovo.
Belgrad war eine strategisch wichtige Stadt, und die Kämpfe dort zogen sich über Monate hin. Die Bosniaken, die als disziplinierte und kampferprobte Soldaten galten, kämpften an den vordersten Frontlinien. Die Bedingungen waren extrem hart, und viele der bosniakischen Soldaten erlitten schwere Verluste.
Ihre Teilnahme an den Kämpfen verdeutlicht die komplexe multinationale Zusammensetzung der Serbischen Armee und die schwierigen Entscheidungen, denen sich die Soldaten aus den verschiedenen Völkern des Reiches gegenübersahen. Der Einsatz der Bosniaken in Belgrad bleibt ein bemerkenswertes, aber oft übersehenes Kapitel der Serbischen Geschichte im Ersten Weltkrieg.
Nach dem Ersten Weltkrieg wurde Sandžak Teil des neu gegründeten Königreichs der Serben, Kroaten und Slowenen (später Jugoslawien). In der Zwischenkriegszeit wurden die Bosniaken in Sandžak stark benachteiligt und hatten kaum politische oder wirtschaftliche Rechte.

### Zweiter Weltkrieg

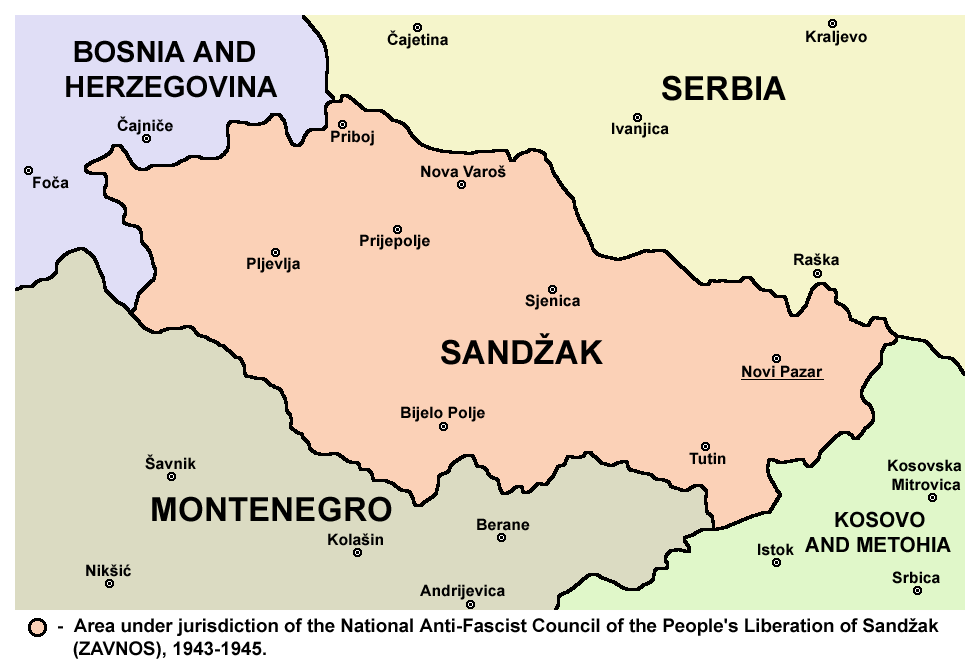
Das Gebiet unter der Zuständigkeit des Nationalen Antifaschistischen Rates der Volksbefreiung von Sandžak (ZAVNOS), 1943–1945.

Während des Zweiten Weltkriegs wurde Sandžak ein umkämpftes Gebiet zwischen den Achsenmächten, Partisanen und Tschetniks. Im Banlaknfeldzug 1941 wurde das Königreich Jugoslawien von den Achsenmächten eingenommen. Die Bosniaken im Serbischen Teil des Sandzaks waren unter Italienischer und Deutscher Besatzung. Die Region war von politischen Unruhen, Widerstand und militärischen Auseinandersetzungen geprägt. Bosniaken litten unter Gewalt und Vertreibungen, besonders durch die Tschetniks. Während die meisten Bosniaken die Partisanen unterstützten, schlossen sich einige aus dem Bedürfnis heraus, ihre Dörfer und Städte vor ethnischen Säuberungen zu schützen, den Achsenmächten an. Dies führte zur Bildung der „Muslimanska milicija Sandžaka (1941–1943)“, einer etwa 2000 Mann starken Miliz. Trotz der schwierigen Bedingungen gelang es den Bosniaken, ihre kulturelle Identität und Gemeinschaft zu bewahren. Am 20. November 1943 wurde in Pljevlja der „Nationale Antifaschistische Rat zur Volksbefreiung von Sandžak“ (ZAVNOS) von Bosniaken und Serben gegründet. Dieses Gremium war während des Zweiten Weltkriegs das höchste politische Organ in Sandžak und leitete den antifaschistischen Widerstand in der Region. Die Mitglieder des ZAVNOS strebten nach der Schaffung eines autonomen Sandžaks innerhalb des kommunistischen Jugoslawien. Dennoch wurde die Region nach dem Krieg zwischen den Teilrepubliken Serbien und Montenegro aufgeteilt. Trotz der herausfordernden Bedingungen hielten sie an ihrer kulturellen Identität und Gemeinschaft fest.

### Sozialistisches Jugoslawien
Während der sozialistischen Ära Jugoslawiens (1945–1992) lebten die Bosniaken in Serbien unter wechselhaften Bedingungen. Die Bosniaken standen unter dem Druck, ihre nationale Identität zugunsten einer einheitlichen jugoslawischen Identität aufzugeben. Ihre religiösen und kulturellen Traditionen wurden eingeschränkt, viele Moscheen und Schulen geschlossen.
Trotz der sozialistischen Ideale von „Brüderlichkeit und Einheit“ bewahrten die Bosniaken ihre kulturelle und religiöse Identität. Sie pflegten ihre Traditionen und organisierten kulturelle Veranstaltungen. Die sozialistische Regierung förderte Bildung und Infrastruktur, was den Bosniaken Vorteile brachte.
In den 1980er Jahren begannen die Bosniaken zunehmend, ihre nationalen und religiösen Rechte einzufordern. Dieser Aufschwung des Nationalbewusstseins war stark von der politischen Haltung und dem Engagement von Alija Izetbegović geprägt, einem prominenten bosniakischen Politiker und späteren Präsidenten Bosnien und Herzegowinas. Izetbegović setzte sich unermüdlich für die Rechte der Bosniaken ein und hielt im Sandžak sowie in Bosnien und Herzegowina Reden, in denen er für die Anerkennung und den Schutz ihrer Rechte plädierte.
Durch Izetbegovićs Bemühungen entstand allmählich ein gesteigertes Bewusstsein für die Anliegen der Bosniaken. Seine Arbeit leistete einen wichtigen Beitrag zur Stärkung ihrer kulturellen und religiösen Identität, was in der Zeit politischer Herausforderungen eine bedeutende Rolle spielte. Er beeinflusste das wachsende nationale Bewusstsein der Bosniaken und legte den Grundstein für deren spätere politische Entwicklungen in den 1990er Jahren.

### Auflösung Jugoslawiens

Karte der Bosniaken in der Region Sandžak in Serbien und Montenegro

Mit der Auflösung der Sozialistischen Föderativen Republik Jugoslawien (SFRJ) und der Gründung der Bundesrepublik Jugoslawien im Jahr (1992) wurden die ethnischen Beziehungen in Serbien zunehmend schwieriger. In den südlichen Regionen Serbiens im Sandzak wurde das tägliche Leben stark von den Auswirkungen des Bosnienkrieges überschattet. Schon 1990 wurde die Partei „Stranka demokratske akcije Sandžaka (SDAS)“ zum Schutz der Slawischen Muslime gegründet. Ende 1991 fand in Sarajevo die Erste Bosniaken-Versammlung statt, auf der beschlossen wurde, die Muslime in Bosnien-Herzegowina und im Sandžak als ethnische Bosniaken anzuerkennen. In der jugoslawischen Ära war die bosniakische Identität nicht offiziell anerkannt, und Menschen konnten sich lediglich als muslimische Kroaten, Serben oder als ethnische Muslime deklarieren. Die serbische Führung wies diesen Vorschlag jedoch zurück und bezeichnete die bosniakische Bevölkerung als „Serben islamischen Glaubens“. Im Oktober 1991 stimmte laut dem „Muslimischen Nationalrat“ eine Mehrheit der Bevölkerung im serbischen Sandžak in einem Referendum für eine autonome Region und das Recht, sich möglicherweise einer der „souveränen Republiken“ anzuschließen. Die bosniakische Partei der Demokratischen Aktion (SDA) im Sandžak strebte insbesondere eine Integration in Bosnien und Herzegowina an. Die serbische Regierung stellte jedoch die Ergebnisse des Referendums in Frage und wies die Abstimmung als „illegal, unnötig und unsinnig“ zurück. Im Januar 1992 fand ein weiteres Referendum über einen „Sonderstatus“ statt, und wenige Monate später gründeten die Muslime des Sandžak ein eigenes Parlament. Diese Bestrebungen wurden jedoch von der serbischen Führung unter Slobodan Milošević nicht anerkannt, der jede Form der Selbstverwaltung ablehnte. Während der Jugoslawienkriege kam es zu „ethnischen Säuberungen“ in den serbischen Städten Priboj und dem Massaker von Sjeverin 1992.
Nach dem Sturz von Slobodan Milošević veranstalteten der „Intellektuelle Zirkel Sandžak“, die „Menschenrechtsorganisation Sandžak“ und das „Bürgerforum“ im März 2001 eine Konferenz in Novi Pazar mit dem Titel „Sandžak und Bosniaken zwischen Serbien und Montenegro“. Auf dieser Veranstaltung wurde die Bezeichnung „Bosniaken“ bekräftigt und die Bezeichnung „Muslime“ als ethnische oder nationale Identität abgelehnt. Die Teilnehmer betonten, dass die ethnische und kulturelle Zugehörigkeit der Bosniaken nicht allein durch ihre Religion definiert wird. Die Konferenz drückte jedoch kein Interesse an einer Abspaltung von der Bundesrepublik Jugoslawien oder einem Beitritt zu Bosnien aus.
Nach der Unabhängigkeit Montenegros 2006 und der endgültigen auflösung Jugoslawiens wurden viele bosniakische Familien im Sandžak durch die neu gezogenen Staatsgrenzen getrennt. Die Region, die nun zwischen Serbien und Montenegro aufgeteilt war, führte zu Herausforderungen bei der Kontaktpflege und Familienbesuchen aufgrund der Grenzkontrollen. Trotz der Schwierigkeiten hielten die Bosniaken in beiden Ländern an ihrer kulturellen Identität fest und suchten Wege, ihre Familienbande aufrechtzuerhalten.
Nach dem Sturz von Slobodan Milošević im Jahr 2000 verbesserten sich die Beziehungen zwischen der serbischen Regierung und den Bosniaken in Sandžak allmählich. Es gab Bemühungen, die Region wirtschaftlich zu entwickeln und die Rechte der Bosniaken besser zu schützen. Dennoch bleiben ethnische Spannungen und wirtschaftliche Herausforderungen bestehen.
Politisch ist Sandžak bis heute eine geteilte Region. Verschiedene bosniakische Parteien und Führer, wie Sulejman Ugljanin, Usame Zukorlić und der ehemalige Muamer Zukorlić, haben die Interessen der Bosniaken vertreten und viel Erfolge, jedoch oft mit internen Spaltungen und Rivalitäten. Trotz dieser Herausforderungen bleiben die Bosniaken eine wichtige ethnische Gruppe in Serbien, die weiterhin um Anerkennung und ihre Rechte kämpft.

## Politik
In der Region Sandžak gibt es drei Hauptparteien, die sich als Vertreter der lokalen und insbesondere der muslimischen Bevölkerung verstehen. Die bosniakische Partei der Demokratischen Aktion (SDA) wird seit 1990 von Sulejman Ugljanin geleitet. Neben ihr sind die Demokratische Partei des Sandžak (SDP) und die von Muamer Zukorlić gegründete Partei für Gerechtigkeit und Versöhnung (SPP) aktiv. Diese Parteien konkurrieren darum, die Interessen der Region politisch zu vertreten.

## Kultur
Die Kultur der Bosniaken im Sandžak ist eine Mischung aus osmanischen, slawischen und lokalen Traditionen, die sich über Jahrhunderte hinweg entwickelt hat. Die Region Sandžak, die sich über Teile Montenegros und Serbiens erstreckt, ist historisch stark von der osmanischen Herrschaft geprägt, was sich in vielen Aspekten der bosniakischen Kultur widerspiegelt.

### Sprache
Die Bosniaken im Sandžak sprechen hauptsächlich Bosnisch, eine südslawische Sprache, die viele Einflüsse aus dem Arabischen und Türkischen enthält. Die mündliche Überlieferung spielt eine wichtige Rolle in der Kultur, wobei Volkslieder, Gedichte und Geschichten über Generationen hinweg weitergegeben wurden. In den letzten Jahrzehnten hat die schriftliche Literatur der Bosniaken an Bedeutung gewonnen, mit Autoren, die sich mit Themen wie Identität, Religion und der Geschichte der Region auseinandersetzen.

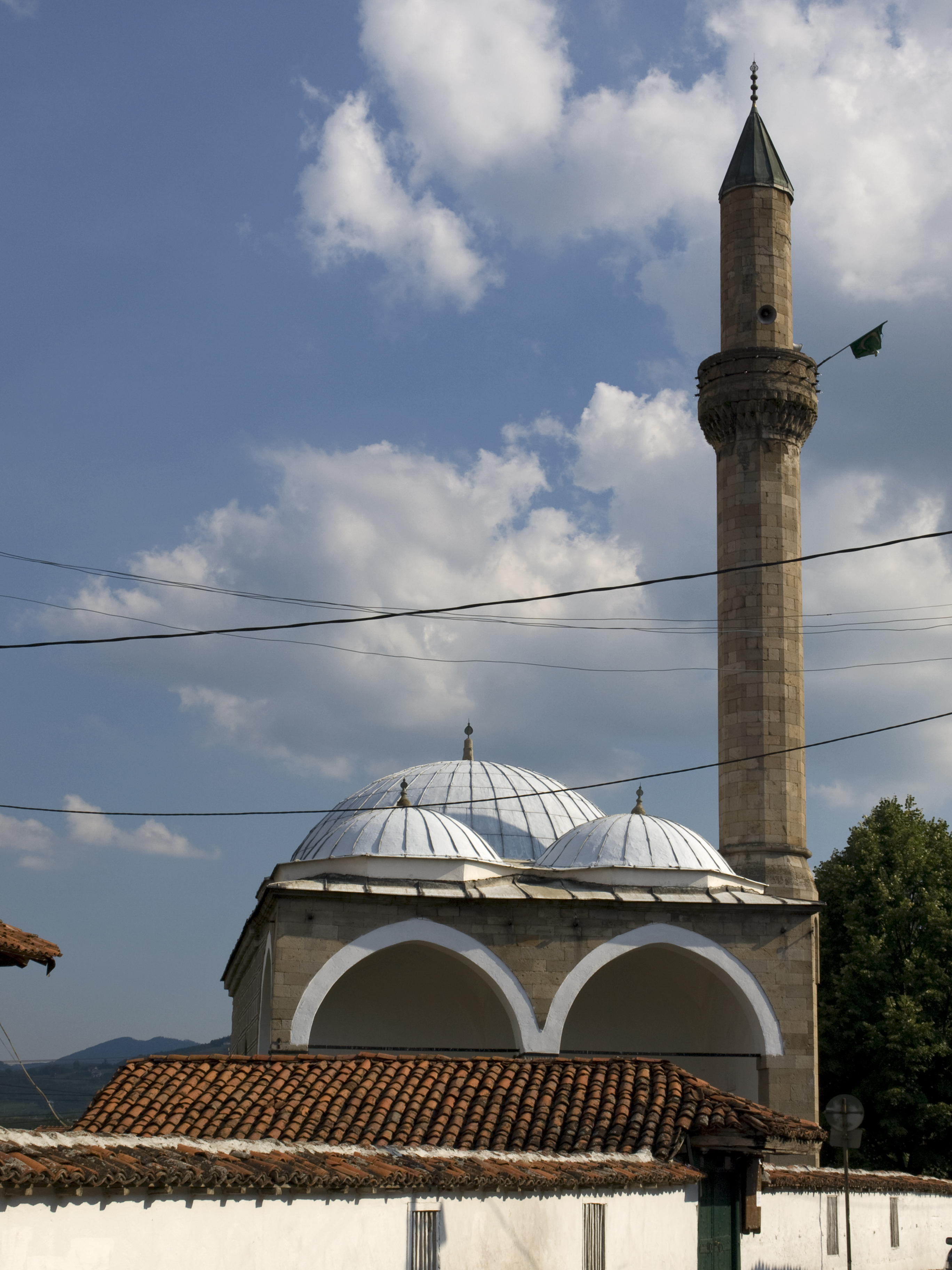
Altun-Alem-Moschee (Novi Pazar) in Serbien

### Religion und Traditionen
Der Islam spielt eine zentrale Rolle im kulturellen Leben der Bosniaken im Sandžak. Die Mehrheit der Bosniaken sind Muslime, und religiöse Feste wie Ramadan und Kurban Bayram (Eid al-Adha) sind wichtige Ereignisse im Jahreskalender. Moscheen sind nicht nur religiöse Zentren, sondern auch soziale Treffpunkte, an denen Gemeinschaftsleben gepflegt wird.

### Musik und Tanz
Die Musik der Bosniaken im Sandžak ist geprägt von traditionellen Sevdalinka-Liedern, die oft von Liebe, Sehnsucht und Heimat handeln. Diese Lieder sind ein integraler Bestandteil von Festen und familiären Zusammenkünften. Die Instrumentierung umfasst häufig Akkordeon, Saz (eine langhalsige Laute) und Flöte. Tanz spielt ebenfalls eine wichtige Rolle, insbesondere der Kolo, ein Reigentanz, der bei Hochzeiten und anderen festlichen Anlässen aufgeführt wird.

### Kulinarische Traditionen
Die Küche der Bosniaken im Sandžak ist reich an Einflüssen aus der osmanischen und balkanischen Kochtradition. Typische Gerichte sind Čevapi (gegrillte Hackfleischröllchen), Pita (gefüllte Teigtaschen) und Sarma (mit Fleisch und Reis gefüllte Kohlblätter). Süßspeisen wie Baklava und Burek sind ebenfalls weit verbreitet. Die bosniakische Küche im Sandžak ist oft durch die Verwendung von Lamm- und Rindfleisch sowie durch die Zubereitung von Gerichten, die in großen Töpfen für die ganze Familie gekocht werden, gekennzeichnet.

### Kleidung

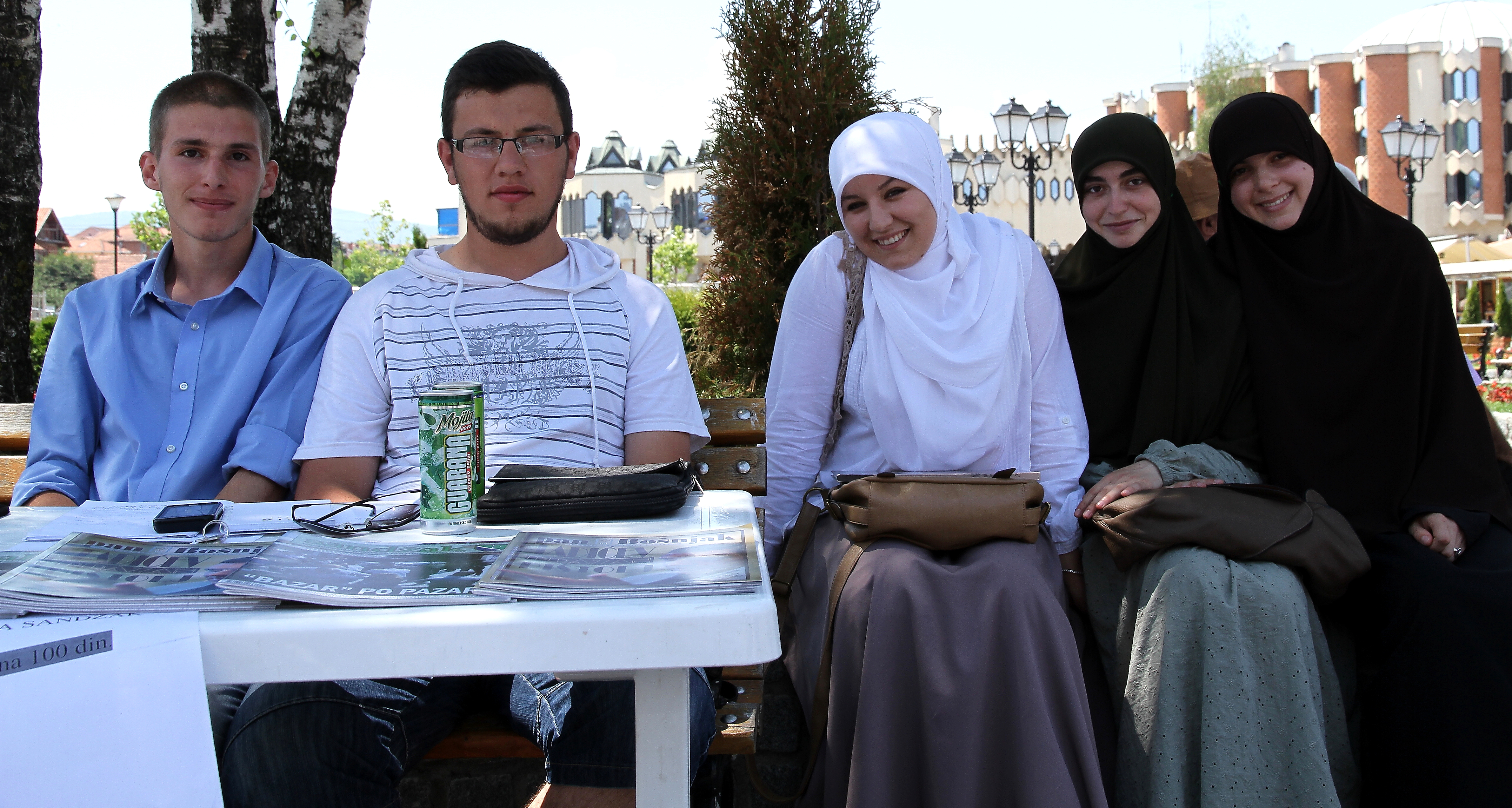
Bosniakische Jugendliche in Novi Pazar, Serbien

Traditionelle Kleidung ist ein weiterer wichtiger Aspekt der bosniakischen Kultur im Sandžak. Die Frauen tragen häufig lange, bestickte Kleider und Kopftücher, während die Männer traditionell in Fes (eine rote Kappe) und Pluderhosen gekleidet waren. Heute werden diese Trachten hauptsächlich zu besonderen Anlässen getragen.
Kunsthandwerk, insbesondere die Herstellung von Teppichen, Stickereien und Kupferwaren, hat eine lange Tradition in der Region. Diese Handwerkskünste werden oft von Generation zu Generation weitergegeben und spielen eine wichtige Rolle bei der Erhaltung der kulturellen Identität.

## Religion
Heute ist die Mehrheit der Bosniaken in Serbien überwiegend sunnitische Muslime und gehören der hanafitischen Denk- und Rechtsschule an, der größten und ältesten Rechtsschule innerhalb des sunnitischen Islam.